# Marienbrunn
Marienbrunn eller Triumphus Marie, var ett kloster tillhörigt birgittinorden i Danzig, nuvarande Gdańsk i Polen. Det var ett dotterkloster till Vadstena kloster i Sverige. Marienbrunn kallades också Fons Mariae och Triumphus Marie. Det var ett dubbelkloster för både munkar och nunnor. Klostret var verksamt mellan 1397 (informellt sedan 1392) och 1833.
År 1373 hade kvarlevorna av heliga Birgitta förts hem till Sverige från Rom via Danzig. 1391 ska det redan ha funnits några munkar som tillhörde birgittinorden i staden, och 1397 grundades klostret som det första birgittinklostret utanför Sverige. Det var ett av två birgittinkloster verksamt i Polen; ett annat grundades 1416 i Lublin och stängdes i slutet av 1700-talet.   
De första nunnorna i klostret i Danzig var före detta prostituerade, och fram till år 1409 bestod klostrets medlemmar av före detta prostituerade, som ville lämna sitt gamla liv, vilket initialt gav klostret dåligt anseende. År 1429 inlämnades klagomål på att prostituerade kvinnor tilläts vistas som gäster i klostret: abbedissan upprättade då ett särskilt gästhus för prostituerade kvinnor.    
Våren 1596 kom de sista nunnorna från Vadstena kloster i Sverige hit, efter att det svenska klostret hade stängts året innan, under ledning av sin abbedissa Katarina Olofsdotter. Katarina Olofsdotter avled här 1625: den sista av de nunnor hon fört med sig från Sverige, Anna Larsdotter, avled 1638. Klostret hamnade efter Polens delning under Preussens överhöghet, och stängdes år 1833 av de preussiska myndigheterna. 